# Соглашение о всеобъемлющем экономическом сотрудничестве между Австралией и Индией

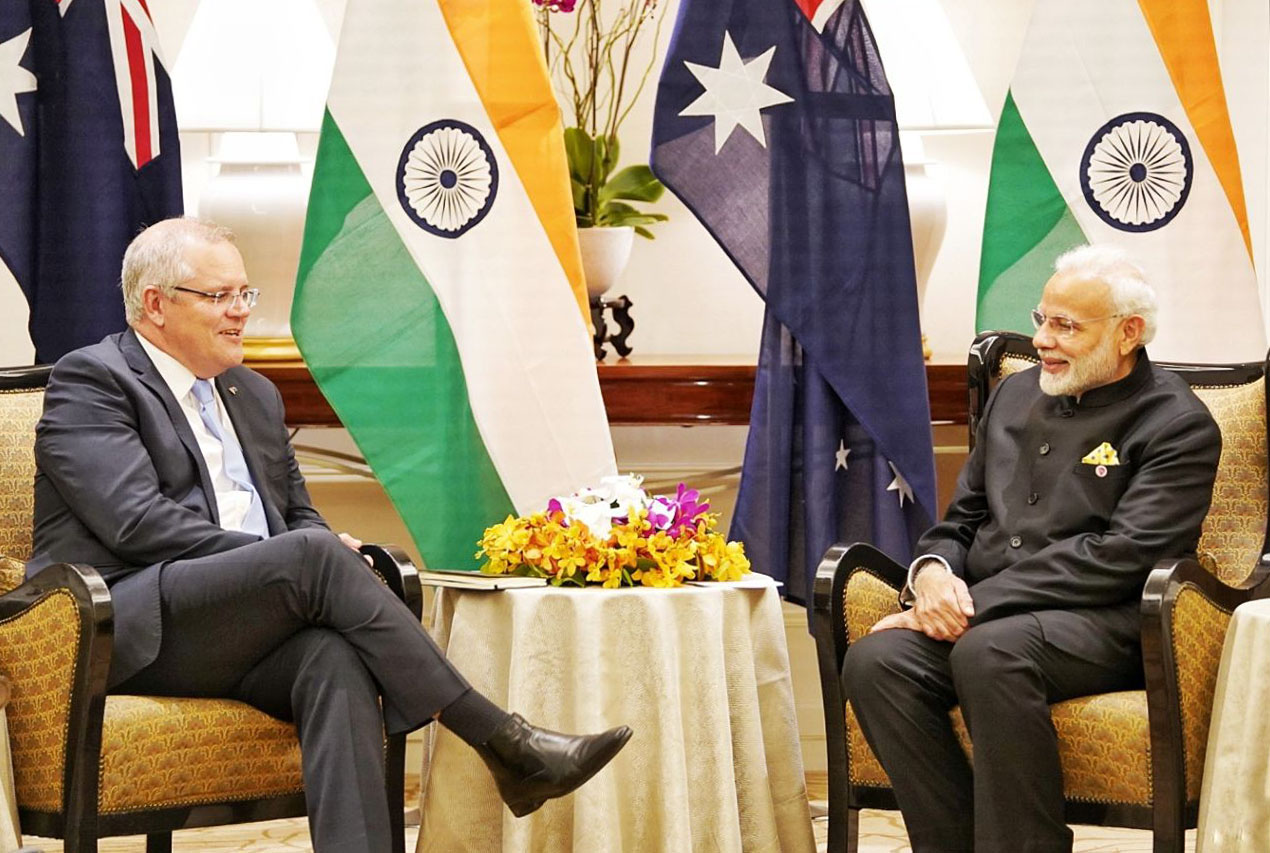
Премьер-министр Австралии Скотт Моррисон (слева) и премьер-министр Индии Нарендра Моди во время встречи на полях Восточноазиатского саммита в Сингапуре ; Ноябрь 2018.

Соглашение о всеобъемлющем экономическом сотрудничестве между Австралией и Индией (AI-CECA) — двустороннее соглашение между Австралией и Индией. Две страны начали переговоры о всеобъемлющем соглашении об экономическом сотрудничестве в мае 2011 года. 2 апреля 2022 года временное соглашение было подписано министрами Дэном Теханом, представляющим правительство Моррисона в Австралии, и Пиюшем Гоялом, представляющим правительство Моди в Индии.
Соглашение снижает тарифы на ряд австралийских товаров, экспортируемых в Индию, включая уголь, чечевицу, баранину и шерсть, омаров и редкоземельные элементы. Оно также предусматривает поэтапное снижение тарифов на вино и другую сельскохозяйственную продукцию, включая авокадо, вишню, орехи, чернику, миндаль, апельсины, мандарины, груши и клубнику. «Мы открываем самую большую дверь одной из крупнейших экономик мира в Индии», — заявил премьер-министр Скотт Моррисон перед подписанием. Министр Техан предсказал, что соглашение приведет к удвоению торговли в ближайшие годы. «Индия и Австралия — естественные партнеры. Как два брата, обе страны поддерживали друг друга во время пандемии COVID-19. Наши отношения основаны на доверии и надежности», — сказал министр Гоял.